# Christopher Rebrassé
Christopher Rebrassé est un boxeur français né le 2 octobre 1985 à Colombes en Hauts-de-Seine.

## Carrière
Passé professionnel en 2006, il devient champion de France des poids super-moyens en 2010. Battu par Rachid Jkitou le 12 mars 2011, Christopher redevient champion de France le 2 décembre suivant aux dépens d'Hugo Kasperski. Il remporte par ailleurs les gants d'or (récompensant le meilleur boxeur professionnel français) en 2012.
Le 9 juin 2013, il fait match nul contre l'italien Mouhamed Ali Ndiaye pour le titre européen EBU vacant des super-moyens, puis remporte le combat revanche par arrêt de l’arbitre à la 4e reprise le 22 mars 2014. Christopher perd sa ceinture EBU le 20 septembre 2014 aux points face au britannique George Groves.